# Los Enanos
Los Enanos es una banda judicial en Venezuela cuya existencia fue denunciada después del asesinato del fiscal Danilo Anderson, fiscal del Ministerio Público encargado de investigar los Sucesos de Puente Llaguno. La organización ha sido mencionada en varios casos de corrupción.

## Historia
A comienzos de 2006, el magistrado del Tribunal Supremo de Justicia Luis Velásquez Alvaray acusó al vicepresidente José Vicente Rangel, al ministro del interior, Jesse Chacón, al presidente de la Asamblea Nacional, Nicolás Maduro, de conocer a los integrantes y de dirigir un extenso grupo criminal judicial conocido como “la Banda de los Enanos”. De acuerdo con Luis Velásquez Alvaray, el grupo es quien ejercía el verdadero poder en el Palacio de Justicia y operaba principalmente para proteger a narcotraficantes. Velásquez Alvaray declaró que al menos quince jueces integraban la banda, incluyendo a Maikel Moreno.
Además de los señalamientos, Velásquez Alvaray también acusó al banquero Arné Chacón, de presionarlo para que el sistema judicial depositara fondos en su banco Bankinvest, y a algunos de sus colegas en el Tribunal Supremo de Justicia de estar conectados con el narcotráfico. Jesse Chacón, ministro del interior y hermano de Arné Chacón, acusó a Velásquez Alvaray de malversar dinero a partir de comisiones y sobreprecios en la adquisición de bienes raíces para el tribunal. Algunos observadores sostuvieron que la acusación pudo ser una maniobra política destinada a eliminar a un miembro prominente de una de las facciones del gobierno.
En 2006 Alvaray fue destituido del cargo de juez. El magistrado le atribuye responsabilidad a la banda de su destitución. La denuncia contra Maikel Moreno fue posteriormente desestimada por la fiscalía. Marisela Caraballo Anderson, hermana del fiscal Danilo Anderson, denunció obstrucción de la justicia e irregularidades que intentaban desviar la investigación del asesinato de su hermano, parte que incluía identificar a La Banda de los Enanos. Entre otros señalados de conformar la banda se encuentran Mariano Díaz Ramírez y Gustavo Perdomo. El grupo también ha sido responsabilizado de ocultar expedientes y antecedentes penales a cambio de altas comisiones. Para 2021, medios de comunicación reportaban que la banda de Los Enanos continuaba operando.